# Монастир Русану
39°42′51″ пн. ш. 21°37′37″ сх. д. / 39.71417° пн. ш. 21.62694° сх. д.
Монастир Руса́ну, або Святої Варвари — один із шести, що збереглись донині, Метеорських монастирів. Цей монастирський комплекс, як і у Успокоїння, розташований на особливо обмеженій площі, так що здалека створюється уявлення лише однієї будівлі, звідки мариться тільки купол храму. Після відновлення монастир діє як жіночий, другий на Метеора після монастиря Святого Стефана.
Про походження назви монастиря достеменно нічого не відомо. Імовірно, вона утворилась від імені засновника чи місцевості його походження. Друга ж версія приписує заснування монастиря у 1388 році монахам Нікодиму та Венедикту. Неможливо встановити, що було причиною, та монастир все ж припинив своє життя. І справжніми фундаторами вважають братів Максима та Йосафа з Янін, яким надало скелю Русана у розпорядження єпископство Стагон у 1527 році. Двоє братів побудували храм у 1545 році, про що твердить їх заповіт, який зберігається у Державній бібліотеці:
|  | Двоє братів створили цей монастир… спілку чесних… на Метеорі і більш ніде… 1545 року… і усі жили, допомагаючи один одному… |

За третьою ж версією, храм побудований 1530 року, тобто все одно — після того, як на скелі Русану оселились брати.

## Собор Святої Варвари

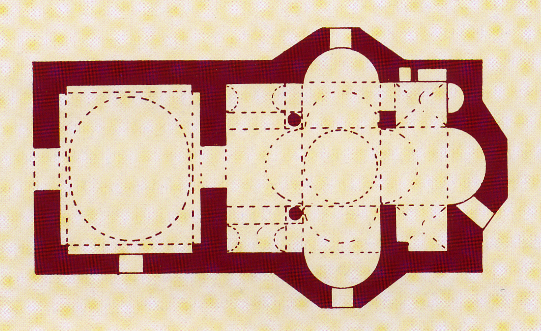
План Собору Святої Варвари

Довгий внутрішній коридор між північною стіною Собору та келіями, переходить у храм, заснований братами монахами на честь Преображення Христа. Та разом з тим сьогодні шанують Святу Варвару. Собор має неф та основний храм. Зовнішнє покриття виконано не дуже ретельно і де-не-де переривається хрестами із цегли. Верхні частини стін закінчуються зубчатими лініями. Купол багатокутний, на кожній стороні має по одному віконечку, оздобленому напівколами.
Неф являє собою чотирикутну площу, покриту еліпсоїдним куполом, що спирається на 4 арки. Основний храм хрещатий із дванадцятистороннім зводом. Горизонтальні лінії хреста закінчуються півколами з північної та південної стіни, як і основний храм. Такий тип забудівлі храму було вперше використано у Соборі Великої Лаври на Святому Афоні наприкінці 10 століття і тому називається афонським.
Потреба залишати деяку площу для церковного хору у соборах спонукала збільшувати кінці горизонтальної лінії та видозмінювати напівкола. Цей архітектурний тип досить часто зустрічається серед храмів Балкан. Так і у соборі Святої Варвари знаходимо характерні риси: кутові приміщення основного храму собору вкриті на сході хрещатими склепіннями, а на заході — арками.

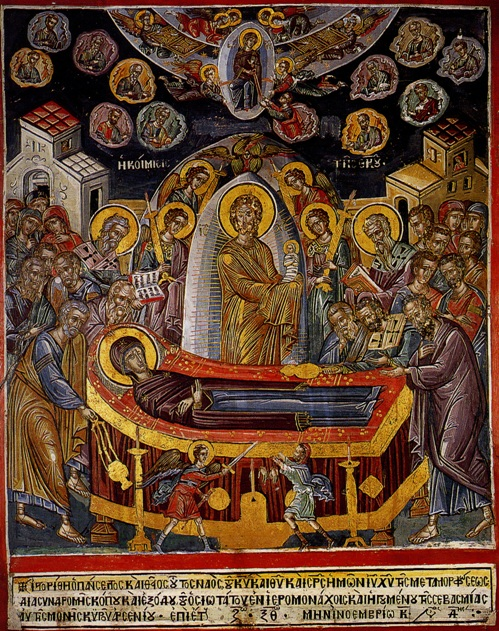
Успіння Богоматері та напис про заснування Собору

У Соборі монастиря Русану збереглося безліч фресок, серед них напис на західній стіні основного храму:
|  | «Зведений цей божественний та шанований храм на честь Преображення Христа зусиллями та на кошти преосвященства ієромонаха та ігумена цього монастиря святого Арсенія у листопаді 1560 року.» Оригінальний текст (гр.) +ICTOPIΘΗ ΠANCEΠΤΟΣ Κ(ΑΙ) ΘΕIOΣ OYTOΣ NAOΣ, ΤΟΥ K(YPIOY) KAI C(ΩΤΗ)P(O)Σ HMΩN I(HCO)Y X(PIΣTO)Y THC METAMOPΦΩΣEΩΣ / ΔIA CYNΔPOMHΣ KOΠOY KAI ΕΞΟΔOY TOY OCIΩTATOY EN IEPOMONAXOIΣ KAI HΓOYMENOY THC CEBACMIAΣ / AYTHC MONHΣ KYPOY APΣENIOY • EΠI ETOYC ZώΞΘώ (1560) MHNI NOEMBPIΩ KIN(ΔIKTIΩN)OC ΔHC. |

Виконанню іконописної програми у соборі Святої Варвари передували мальовничі фрески Собору Великої Лаври на святому Афоні та Мегала Метеора — мабуть, найвизначніші роботи «Критської школи».
На куполі Всемогутній, оточений ангелами та Богоматір'ю. На зводі фігури пророків, а у кутках — четверо євангелістів. Під зводом храму — Платитера серед янголів. Зображено також ієрархів, Успіння, П'ятидесятниця та Небесна Літургія. На західній стороні у кутках храму займають своє місце Благовіщення та пророк Ісая поруч із Богородицею та цар Давид поруч із Архангелом Гавриїлом.
Під зводом південної сторони зображені Преображення та нижче Зцілення Лазаря та Вербоносець. У наступному поясі — фігури святого Георгія, Федора із Тир, Прокопія, Євстафія, Якова із Перс. Під зводом південної ніші — Різдво, Вбивство малюків Іродом, Стрітення, Хрещення, Таємна вечеря. Перед зводом — фігури пророків. У південно-західному кутку змальовані Рождество Богородиці, Дванадцятирічний Ісус у храмі, святі Козьма та Даміан. На куполі — спокуса Христа. На південній стіні святі Антоній, Євфимій, Савва та Стефан Молодий.

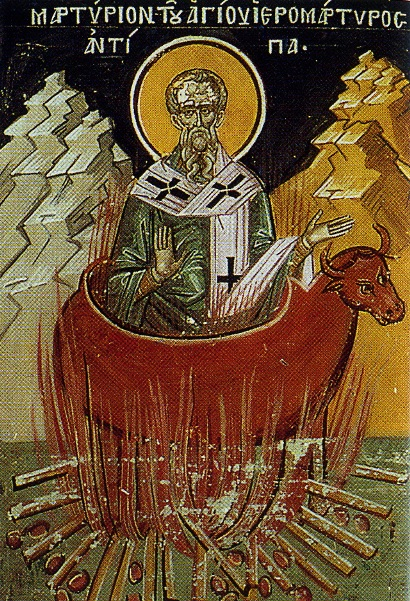
Мучеництво святого Антипа

Під зводом західної кутової ніші — народження Христа, створення Дива, святий Пантелеймон та Єрмолай. Під куполом — воздвиження святого Хреста. На північній стіні — святі Єфраїм, Великий Арсеній, Іоанн Климак, Феодосій. На передньому плані — святі Самсон та Діомідіс.
Під зводом північного приміщення зображено Воскресіння. Нижче Камінь, Привітання, Явлення Христа апостолам. Далі пояс із фігурами свідків та фігури святих Меркурія, Артемія, Нестора, Федора Стратилата та Димитрія. Під північним зводом — Поховання кустодія, плач, явління Христа на озері Тиверіада. У центрі зображено пророків.
Урочистий іконопис доповнюють фрески нефа. На куполі зображені Хвали, композиція, що оточує Всевишнього, описує псалми 148, 149 та 150. У загострених кутах та східній стіні велика сцена Майбутнього Правосуддя. У південно-східній частині нефа Три малюки і поруч із ними Даниїл у ямі із левами. Решта площі нефа вкрита сценами по порядку мучеництв святих Георгія, Димитрія, Нестора, Феодора, Діонісія, Ігнатія, Андрія, Якова, Євгенія, Мардарія, Антипа та ін., а також фігури аскетів та пустельників. До речі, явятий Антип жив у 1-му столітті і був єпископом Пергамським. Його катували за наказом царя Дометиана у мідному підпаленому чані. Пам'ять про нього вшановують 11 квітня.
Низка стінних фресок, іконопис, ескізи, колір і техніка поєднують оздоблення Собору монастиря Русану із великими настінними фресками «Критської школи» на святому Афоні та на Метеора, а також із сусіднім монастирем Дусику. Під враженням від роботи художника Франко Кателано у монастирі Варлаама, художник монастиря Русану вводить в іконопис живий червоний колір — колір вогню, який, власне, вирізняє його стиль.
Стінні фрески собору Святої Варвари — один із найкращих взірців розквіту «Критської школи». У поєднанні із живописом інших метеоритських монастирів вони позначили новий етап розвитку релігійного живопису Греції 16 століття.

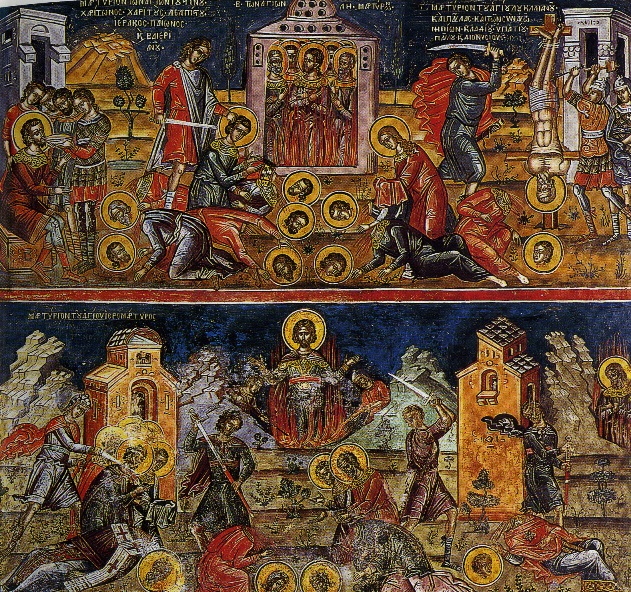
Неф собору Святої Варвари
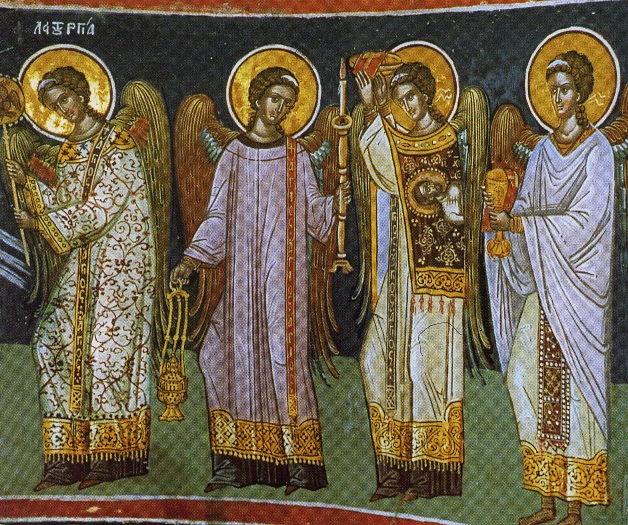
Небесна Літургія
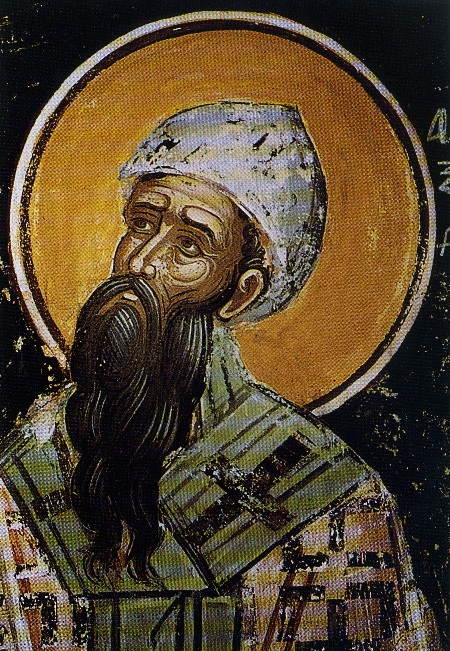
Святий Кирило Олександрійський
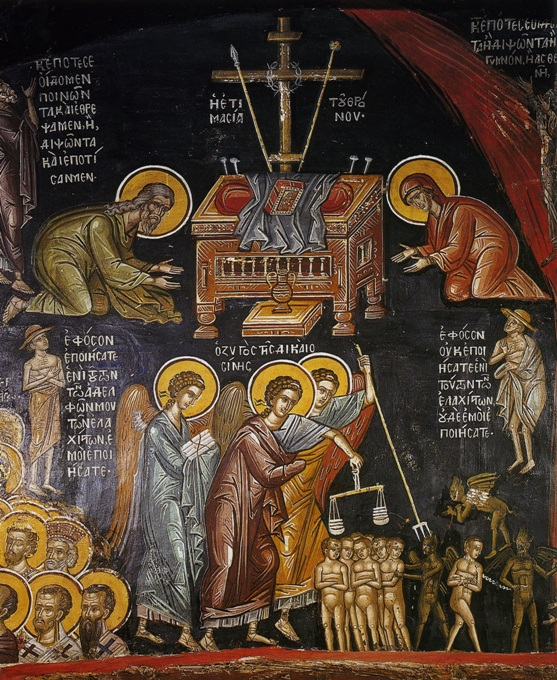
Друге Пришестя